# Paul Chausse
Paul Chausse, né le 22 janvier 1915 à Chanteloup (Manche), mort le 4 mai 2005 à L'Aigle (Orne), est un officier de marine français qui s'illustre pendant la Seconde Guerre mondiale. Il est fusilier marin, rejoint la France libre et s'engage en juillet 1940 dans les Forces navales françaises libres. Il sert dans les fusiliers marins puis dans les Commandos Kieffer. Il devient officier de la Marine française et compagnon de la Libération. 

## Biographie
Paul Chausse naît à Chanteloup dans la Manche le 22 janvier 1915. Il est le fils d'un garde républicain qui devient garde champêtre.
Il s'engage à dix-sept ans dans les fusiliers marins en septembre 1932, pour cinq ans. À la fin de son engagement, il est employé dans un service de contrôle de fabrication industrielle dépendant du ministère de la Guerre, près d'Évreux.
Pendant la Seconde Guerre mondiale, Paul Chausse demande à être mobilisé, et l'est comme affecté spécial à partir de novembre 1939. Il est fusilier marin jusqu'en avril 1940 sur le patrouilleur Léoville qui escorte des convois, puis sur un chalutier belge réquisitionné pour évacuer les réfugiés des ports de la Manche. C'est ainsi qu'il débarque à Plymouth en Angleterre en juin 1940.
Il choisit alors de répondre à l'appel du général de Gaulle, et s'engage le 19 juillet 1940 dans les Forces navales françaises libres. Affecté au 2e bataillon de fusiliers marins (2e BFM), il a la responsabilité de former les recrues.
En octobre 1940, Chausse est envoyé en Afrique française libre avec le 2e BFM. Il y participe à la surveillance des côtes, successivement au Cameroun français, au Gabon, au Moyen-Congo. Il part ensuite en Méditerranée orientale, pour la surveillance des côtes de Syrie et du Liban. Il est aussi chargé d'instruire les recrues. Second maître, il est promu maître fusilier.
Paul Chausse choisit en mai 1943 d'entrer au 1er bataillon de fusiliers marins commando (1er BFMC) du commandant Kieffer. Premier maître, il prend part en janvier 1944 au raid de reconnaissance à Middelkerque près d'Ostende, et commande la vingt-sixième opération mais doit rebrousser chemin face à une vedette allemande.
Il participe ensuite le 6 juin 1944 au débarquement de Normandie avec le Troop no 4 britannique. Il est un des 177 commandos Kieffer qui sont les premiers à débarquer sur Sword Beach. Son unité remplit l'objectif de la prise du casino de Ouistreham malgré 40% de pertes dans la journée.
Paul Chausse se distingue particulièrement deux mois plus tard, pendant une attaque à la baïonnette avec sa section, le 17 août 1944, à la ferme de l'Épine proche de Bavent et de Robehomme dans le Calvados, contre une arrière-garde allemande. Il se distingue aussi lors d'opérations défensives et de patrouilles, jusqu'en décembre suivant.
Il participe fin octobre 1944 à la prise du port de Flessingue, aux Pays-Bas. Il mène sa section à l'attaque d'une position forte allemande, inflige de lourdes pertes aux ennemis, et fait de nombreux prisonniers. Il prend part à la suite de la campagne de Hollande jusqu'à l'armistice du 8 mai 1945. Il est alors officier des équipages de la flotte de 2e classe.
Après la guerre, Chausse est créé Compagnon de la Libération par le décret du 17 novembre 1945. Il participe à l'occupation de l'Allemagne, jusqu'en janvier 1946.
Rendu à la vie civile, il entre en 1947 chez Dubonnet, où il commence comme agent de maîtrise. Il est promu en 1953 officier des équipages de la flotte de 1re classe, et rappelé en Algérie, en poste près de Marnia en Oranie, de mai à décembre 1956. Il reprend ensuite sa carrière chez Dubonnet, où il devient cadre puis chef du personnel jusqu'en mars 1976.
Paul Chausse est mort le 4 mai 2005 à L'Aigle dans l'Orne. Il était commandeur de la Légion d'honneur. Ses obsèques sont célébrées à Rugles le 12 mai, puis selon sa volonté ses cendres sont dispersées le 6 juin suivant sur la plage de Sword Beach où il avait débarqué.

## Hommages et distinctions
- Commandeur de la Légion d'honneur.
- Compagnon de la Libération par décret du 17 novembre 1945[5].
- Croix de guerre 1939–1945, trois citations.
- Croix de la Valeur militaire, deux citations.
- Croix du combattant.
- Médaille commémorative des services volontaires dans la France libre.
- Médaille commémorative française de la guerre 1939–1945.
- Chevalier de l'ordre de Léopold (Belgique).
- Croix de guerre (Belgique).